# Фонд Volkswagen
Фонд Volkswagen (нім. VolkswagenStiftung) — найбільша німецька приватна некомерційна організація, яка займається просуванням і підтримкою академічних досліджень. Дана фундація не є філією нинішньої компанії Volkswagen Group.
Заснований фонд у 1961 році як Stiftung Volkswagenwerk з часткою конфіскованих активів Volkswagenwerk GmbH.
Капітал фонду станом на 2016 рік становить 2,9 млрд євро, що робить організацію найбільшою німецькою науковою фундацією. З моменту свого заснування фонд розподілив 4,2 мільярда євро грантів на понад 30 000 проєктів, а зараз фінансує нові проєкти в розмірі 100 мільйонів євро на рік.

## Публікації
- VolkswagenStiftung: Wir stiften Wissen – Eine lernende Stiftung in Porträts, Bildband zum 50. Jubiläum der VolkswagenStiftung.
- Rainer Nicolaysen: Der lange Weg zur Volkswagenstiftung, 2 Bände, Vandenhoeck & Ruprecht, Göttingen 2002; ISBN 3-525-86518-X.
- Michael Globig: Impulse geben – Wissen stiften: 40 Jahre Volkswagenstiftung, Vandenhoeck & Ruprecht, Göttingen 2002; ISBN 3-525-86519-8.